# Framura
Framura är en kommun i provinsen La Spezia i regionen Ligurien i Italien. Kommunen hade 645 invånare (2018).